# Kiutajärvi
Kiutajärvi är en sjö i Finland. Den ligger i kommunen Kuusamo i landskapet Norra Österbotten, i den nordöstra delen av landet, 700 km norr om huvudstaden Helsingfors. Kiutajärvi ligger 245 meter över havet. Den ligger vid sjön Kallunkijärvi. Arean är 47,7 hektar och strandlinjen är 5,39 kilometer lång. Sjön  ingår i Koundaälvens huvudavrinningsområde. 